# Tim Waker
Tim Waker, nato Söderström, (Stoccolma, 4 gennaio 1994), è un ex calciatore svedese, di ruolo centrocampista.

## Biografia
Nell'inverno tra l'anno 2022 e il 2023 ha deciso di cambiare cognome, adottando quello della madre, abbandonando quindi il cognome Söderström per assumere quello di Waker. È fratello maggiore di Linus Söderström, hockeista su ghiaccio di ruolo portiere.

## Carriera

### Club
Dopo aver fatto parte dei settori giovanili di Djurö-Vindö, Hammarby e Brommapojkarna, Söderström è entrato a far parte del vivaio del Djurgården a partire dal 2011 così come il compagno di squadra Simon Tibbling. Nel 2012, quando ancora faceva parte della formazione Under-19, è stato nominato giocatore giovanile dell'anno del Djurgården.
In occasione delle ultime due giornate dell'Allsvenskan 2013, disputate dal Djurgården rispettivamente il 27 ottobre e il 3 novembre, Söderström è subentrato nei minuti finali delle sfide contro Gefle e Öster collezionando, di fatto, le prime due apparizioni personali nella massima serie svedese. Durante la stagione 2014, invece, con la prima squadra è sceso in campo solo per una partita di Coppa di Svezia giocando pochi minuti contro il Motala, formazione di terza serie.
Söderström ha poi trascorso la stagione 2015 in prestito allo Jönköpings Södra, squadra che a fine anno ha chiuso al 1º posto il campionato di Superettan 2015 ed è stata così promossa nella massima serie. Il giocatore stoccolmese ha contribuito con 5 reti in 22 presenze.
Terminato il contratto con il Djurgården, Söderström è stato libero di accordarsi per tre anni con l'Assyriska a partire dal gennaio 2016. La squadra però è retrocessa in terza serie al termine della Superettan 2016, e Söderström ha ottenuto di poter proseguire altrove la propria carriera.
È rimasto a giocare nel campionato di Superettan con l'ingaggio biennale da parte del Brommapojkarna. La promozione ottenuta dalla squadra a fine stagione gli ha permesso, nel corso dell'annata seguente, di tornare a calcare i campi dell'Allsvenskan, questa volta con un ruolo di maggior rilievo rispetto alle due fugaci presenze del 2013: ha infatti disputato 20 partite, di cui 16 da titolare.
Nel luglio 2018, a pochi mesi dalla scadenza contrattuale con il Brommapojkarna, l'Hammarby ha annunciato che a partire dal successivo mese di gennaio il giocatore sarebbe ufficialmente passato in biancoverde.
Nel gennaio del 2021 ha espresso il desiderio di essere ceduto con 6 mesi di anticipo rispetto alla scadenza contrattuale con l'Hammarby, ed è stato ingaggiato dai portoghesi del Marítimo. In un anno e mezzo, tuttavia, ha collezionato solo 8 presenze in campionato.
Nel luglio del 2022 è così tornato in Svezia accordandosi con uno dei suoi vecchi club, il Brommapojkarna che in quel momento lottava per conseguire la promozione dalla seconda alla massima serie nazionale, poi effettivamente centrata.

### Nazionale
Ha giocato nella nazionale svedese Under-19.